# 부산 새마을금고 권총강도 살인 사건
부산 새마을금고 권총강도 살인 사건(釜山 -金庫 拳銃强盜殺人事件)은 1990년 10월 22일 오후 4시 45분경, 대한민국 부산광역시 부산진구 범천4동(現 범천제2동) 새마을금고 분점에서 3.8구경 권총을 들고 난입한 강도범에 의해 저질러진 강도 살인 사건이다.

## 범행 과정
이 사건을 저지른 전과 6범의 최명복(당시 만 33세)은 범죄를 저지르기 위하여 1990년 7월 23일에 동래구 제일은행(現 SC제일은행) 거제동지점 한양플라자 출장소에서 청원경찰이 탄띠를 풀어놓은 채 잠시 자리를 비운 사이 실탄 6발이 장전된 3.8구경 권총을 절취하였다. 권총 도난 사건이 발생하여 여러 방법으로 경찰 수사가 진행되었으나, 뚜렷한 윤곽도 없이 세월만 흘러가게 되었다.
사건 발생 직전까지 권총을 은닉한 범인 최명복은 사건 당일인 1990년 10월 22일 범행에 사용할 125cc급 오토바이를 절취하여 몰고 사전에 답사하였던 범천4동 범천새마을금고 분점으로 달려간 뒤, 업무 마감시간을 노려 은행 로비로 난입하여 직원들을 향해 권총을 들이대고 현금만 내 놓으라고 강요하였다. 이때 돈 행낭을 들고 온 농협 소속 청원경찰이 범인 최명복에게 장난감 총으로 어설프게 범행을 한다는 식의 말을 하면서 제압하려는 순간, 범인의 1발 발사로 가슴에 상해를 입고 쓰러졌다.
총에 맞은 청원경찰이 쓰러진 채로 범인의 다리를 휘감으면서 저항하였으나, 범인 최명복은 청원경찰의 옆구리에 또 한 발의 권총을 발사하여 결국 사망하게 만들고 돈 행낭을 통째로 들고 오토바이를 타고 도주하였다. 그 때 청원경찰과 함께 온 농협 직원은 강도 사건을 직감하고 타고 왔던 차량에서 내려 범인의 뒤를 쫓아가다 허벅지에 실탄 1발을 맞고 중상을 입었다.
도주하던 범인은 2륜 자동차 운전 미숙으로 교차로에서 넘어지게 되었고 이후 지나가던 승용차를 세우고, 동승자와 운전자를 총기로 위협해 계속 도주하기에 이르렀다. 하지만 때마침 인근을 지나가던 택시 승객이 근처를 지나가던 순찰차에 범인이 자동차를 납치하였다고 제보함에 따라 추격전이 시작되었고, 얼마 안 가 교통체증에 막혀버린 승용차를 버리고 골목길로 도주한 범인은 뒤따르던 순경과 맞닥뜨리면서 두 발을 추가로 발사하였다.
도주하던 범인이 한 골목에서 순경과 마주치게 되자, 자살하려는 태도를 보이며 가까이 오지 말라고 협박하면서 계속 도주하였다. 도주하던 범인이 순경을 충분히 따돌렸다고 생각하고 윗옷을 벗고 권총을 싸 숨김으로서 행인으로 위장하려고 하였으나, 범인의 용모를 기억한 순경과 한바탕 육탄전이 벌어지게 되었다. 결국 추격하던 순경은 몸싸움 끝에 신고를 받고 출동한 동료 경찰관과 함께 범인 최명복을 잡아 관할 경찰서로 인계하였다.

## 사건 여파
이 사고로 강탈당한 금액은 2억 7778만원이었고, 행낭이 터지면서 사방에 흩어지는 바람에 유실된 금액은 무려 6345만원에 달하였다.
권총강도에 맞서 생명을 걸고 육탄전으로 범인을 제압한 순경은 1계급 특진(경장)과 함께 부산지방경찰청에서 근무하는 영예를 안게 되었다. 붙잡힌 범인 최명복은 1991년 4월 17일에 부산 고등법원에서 사형 선고를 받았다. 뒤이은 상고까지 대법원에서 기각되고 이듬해인 1992년 7월 23일에 사형 판결이 확정되었고, 1995년 11월 2일 부산구치소에서 사형이 집행되어 형장의 이슬로 사라지게 되었다. 공범자는 최명복의 형의 신고로 검거되었으며  1991년 12월 23일 징역 3년형을 선고받고 진주교도소에서 기결수 생활을 하다 1994년 경 만기 출소하였다.
이 사건은 1993년 6월 23일 MBC《경찰청사람들》-《현금강탈 13분 편》의 소재로 채택되어 제작·방영되었다.

## 언론 보도
- 부산시 새마을금고에서 권총 살인 강도[김재철[깨진 링크(과거 내용 찾기)] ][깨진 링크(과거 내용 찾기)]
- 새마을금고 권총 살인강도 어제 부산서
- 새마을금고 한낮 권총강도 범인 총맞아 청원경찰 사망
- 새마을금고 권총 살인강도
- 지존파 등 19명 사형 집행